# Многозначная функция

Функция от элемента «3» принимает два значения

Многозна́чная фу́нкция — обобщение понятия функции, допускающее наличие нескольких значений функции для одного аргумента.

## Определение
Функция {\displaystyle F}, которая каждому элементу множества {\displaystyle X} ставит в соответствие некоторое подмножество множества {\displaystyle Y,} называется многозначной функцией, если хотя бы для одного {\displaystyle x\in X} значение {\displaystyle F(x)} содержит более одного элемента {\displaystyle Y.}
Обычные (однозначные) функции можно рассматривать как частный случай многозначных, у которых значение состоит ровно из одного элемента.

## Примеры
Простейший пример — двузначная функция квадратного корня из положительного числа, у неё два значения, различающиеся знаком. Например, квадратный корень из 16 имеет два значения — {\displaystyle +4} и {\displaystyle -4.}
Другой пример — обратные тригонометрические функции (например, арксинус) — поскольку значения прямых тригонометрических функций повторяются с периодом {\displaystyle 2\pi } или {\displaystyle \pi ,} то значения обратных функций многозначны («бесконечнозначны»), все они имеют вид {\displaystyle \varphi +2k\pi } или {\displaystyle \varphi +k\pi ,} где {\displaystyle k} — произвольное целое число.
Многозначные функции неудобно использовать в формулах, поэтому из их значений нередко выделяют одно, которое называют главным. Для квадратного корня это неотрицательное значение (то есть, арифметический квадратный корень), для арксинуса — значение, попадающее в интервал {\displaystyle \left[-{\frac {\pi }{2}},{\frac {\pi }{2}}\right]} и т. д.
Первообразную функцию (неопределённый интеграл) также можно рассматривать как бесконечнозначную функцию, поскольку она определена с точностью до константы интегрирования.

## В комплексном анализе и алгебре
Характерный пример многозначных функций — многозначные аналитические функции в комплексном анализе. Неоднозначность возникает при аналитическом продолжении по разным путям. Также часто многозначные функции получаются в результате взятия обратных функций.
Например, корень n-й степени из любого ненулевого комплексного числа принимает ровно {\displaystyle n} значений. У комплексного логарифма число значений бесконечно, одно из них объявлено главным.
В комплексном анализе понятие многозначной функции тесно связано с понятием 
римановой поверхности — поверхности в многомерном комплексном пространстве, на которой данная функция становится однозначной.

## Примечание
1. ↑  Г. Корн, Т. Корн. Справочник по математике. Для научных работников и инженеров. М., 1973 г. Глава 4. Функции и пределы, дифференциальное и интегральное исчисление. 4.2. Функции. 4.2-2. Функции со специальными свойствами. (а), стр.99. Дата обращения: 26 января 2012. Архивировано 19 января 2015 года.
2. ↑  Кудрявцев Л. Д. Многозначная функция // Математическая энциклопедия (в 5 томах). — М.: Советская Энциклопедия, 1984. — Т. 4. — С. 720.